# Партизанская армия бедняков
Партизанская армия бедняков (исп. Ejército Guerrillero de los Pobres) — гватемальская леворадикальная партизанская организация, созданная в 1972 г. сначала под руководством Сесара Монтеса. Затем руководство принял Роландо Моран.
Сотрудничала с Комитетом крестьянского единства. В 1982 году организация стала частью Гватемальского национального революционного единства.
Самораспустилась 15 февраля 1997 года через два месяца после подписания мирного договора партизан с правительством о прекращении гражданской войны и интеграции партизан в общество и армию.

## Структура
- Партизанский фронт имени Команданте Эрнесто Гевары на северо-западе страны.
- Партизанский фронт имени Хо Ши Мина в западных областях, населенных индейцами-ишилями.
- Партизанский фронт имени Марко Антонио Йона Сосы север центрального региона.
- Партизанский фронт имени Аугусто Сесара Сандино в центральном регионе.
- Партизанский фронт имени Луиса Турсиоса Лимы на восточном побережье.
- Партизанский фронт имени Отто Рене Кастильо в столице и её окраинах.
- Партизанский фронт 13 ноября на востоке страны.